# Petkova mošeja
Petkova ali kongregacijska mošeja (arabsko مَسْجِد جَامِع, latinizirano: masjid jāmi‘, perzijsko مسجد جامع, latinizirano: masjed-e jame) ali (arabsko جامع كبير, latinizirano: jāmi‘ kabir, turško Ulu Cami - petkova mošeja) včasih znana kot velika mošeja, je glavna mošeja določenega območja, ki gosti posebne petkove opoldanske molitve, znane kot jumu'ah.
Če v bližini ni bilo posebnega odprtega prostora za opravljanje množičnih molitev (musala, idga) so se praznične molitve (id namaz) opravljali kar v petkovih mošejah.

## Zgodovina
Od zgodnjih obdobij islama je obstajala funkcionalna razlika med velikimi osrednjimi mošejami, ki jih gradi in nadzoruje država, in majhnimi lokalnimi mošejami, ki jih gradi in vzdržuje splošno prebivalstvo.
V zgodnjih letih islama je pod kalifi Rašidun in številnimi kalifi Omajadov vsako mesto na splošno imelo samo eno kongregacijsko mošejo, kjer so potekale petkove molitve, medtem ko so bile manjše mošeje za redne molitve zgrajene v lokalnih soseskah. Pravzaprav v nekaterih delih islamskega sveta, kot je Egipt, petkove službe sprva niso bile dovoljene v vaseh in na drugih območjih zunaj glavnega mesta, kjer je stala skupna mošeja. Vladar ali guverner mesta je običajno zgradil svojo rezidenco (dar al-imara) poleg kongregacijske mošeje, v tem zgodnjem obdobju pa je vladar med petkovimi molitvami izgovarjal tudi khutbah (petkovo pridigo). Ta praksa je bila podedovana po zgledu Mohameda in je bila prenesena na kalife po njem. V provincah je bilo pričakovati, da bodo lokalni guvernerji, ki so vladali v imenu kalifa, predali khutbah za svojo lokalno skupnost. Minbar, nekakšna prižnica, s katere se je tradicionalno dajala hutba, je postala tudi standardna značilnost kongregacijskih mošej v zgodnjem abasidskem obdobju (konec 8. stoletja).
V kasnejših stoletjih, ko je islamski svet postajal vse bolj razdeljen med različne politične države, ko so muslimansko prebivalstvo in mesta rasli in ko so novi vladarji želeli pustiti svoj pečat pokroviteljstva, je postalo običajno imeti več kongregacijskih mošej v istem mestu. Na primer, Fustat, predhodnik sodobnega Kaira, je bil ustanovljen v 7. stoletju z eno samo kongregacijsko mošejo (Mošeja Amr ibn al-'As). Vendar pa je do 15. stoletja pod Mameluki mestna aglomeracija Kairo in Fustat imela 130 kongregacijskih mošej. Pravzaprav je mesto postalo tako nasičeno s kongregacijskimi mošejami, da so do poznega 15. stoletja njegovi vladarji le redko lahko gradili nove. Podobno širjenje kongregacijskih mošej se je zgodilo v mestih Sirije, Iraka, Irana in Maroka, pa tudi v na novo osvojenem Konstantinoplu (sodobni Carigrad) pod osmansko oblastjo.

## Sklic
1. ↑  Balkh. UNESCO. Pridobljeno 15. maja 2018.
2. ↑  Petersen, Andrew (1996). Dictionary of Islamic architecture. Routledge. str. 131. ISBN 9781134613663.
3. ↑  M. Bloom, Jonathan; S. Blair, Sheila, ur. (2009). »Mosque«. The Grove Encyclopedia of Islamic Art and Architecture. Oxford University Press. ISBN 9780195309911.
4. ↑  Bearman, Peri (2014). »Masjid Jāmiʿ«.  V Emad El-Din, Shahin (ur.). The Oxford Encyclopedia of Islam and Politics. Oxford University Press. ISBN 9780199739356.
5. ↑  Esposito, John L., ur. (2009). »Mosque«. The Oxford Encyclopedia of the Islamic World. Oxford University Press. ISBN 9780195305135.
6. ↑  Bearman, P.; Bianquis, Th.; Bosworth, C.E.; van Donzel, E.; Heinrichs, W.P., ur. (2012). »Masd̲j̲id«. Encyclopaedia of Islam, Second Edition. Brill.
7. ↑  Esposito, John L., ur. (2009). »Khuṭbah«. The Oxford Encyclopedia of the Islamic World. Oxford University Press. ISBN 9780195305135.
8. ↑  Petersen, Andrew (1996). »minbar«. Dictionary of Islamic architecture. Routledge. str. 191-192.
9. ↑  M. Bloom, Jonathan; S. Blair, Sheila, ur. (2009). »Minbar«. The Grove Encyclopedia of Islamic Art and Architecture. Oxford University Press. ISBN 9780195309911.
10. ↑  Behrens-Abouseif, Doris (2008). »The Mamluk City: From Fustat to al-Qahira«.  V Jayyusi, Salma K. (ur.). The City in the Islamic World (Volume 1). Brill. str. 295–316. ISBN 9789004171688.